# Melissa Hoskins
Melissa Hoskins (Perth, 24 de fevereiro de 1991 – Adelaide, 31 de dezembro de 2023) foi uma ciclista australiana que participou em competições de ciclismo de estrada e pista. Terminou na honrosa quarta colocação competindo na prova dos 3000 m perseguição por equipes nos Jogos Olímpicos de 2012 em Londres, no Reino Unido. Foi membro da equipe feminina Orica-AIS.

## Morte
Melissa morreu no dia 31 de dezembro de 2023, aos 31 anos, vítima de um atropelamento causado pelo próprio marido, o também ex-ciclista Rohan Dennis, ela foi levada ao hospital mas não resistiu aos ferimentos. Rohan Dennis foi preso e liberado sob fiança e responderá pelas acusações de direção perigosa, dirigir sem segurança e pôr em perigo a vida. As circunstâncias do acidente ainda não foram reveladas 